# Jan Moll

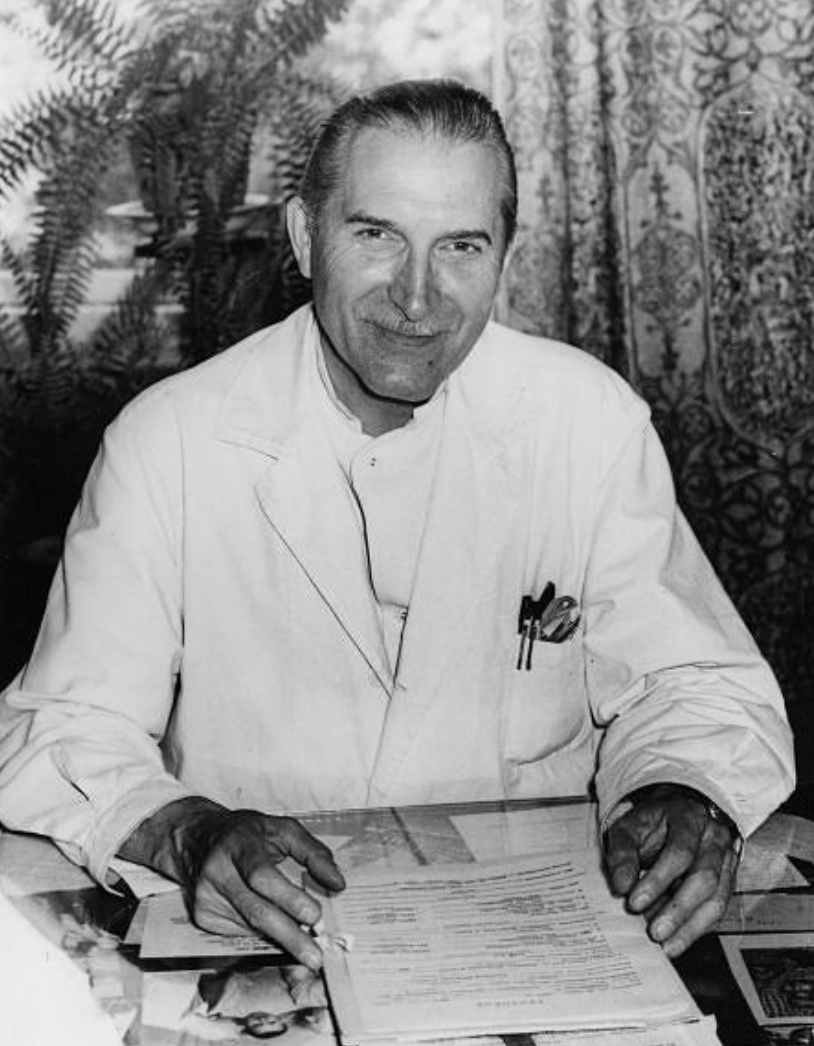
Jan Witold Moll, 1976 r.

Jan Witold Moll (* 24. Oktober 1912 in Schönsee in Westpreußen; † 2. Juni 1990 in Wrocław) war ein polnischer Chirurg und Herzchirurg sowie Hochschullehrer. Er war ein Pionier der polnischen Herzchirurgie und bildete polnische Herzchirurgen in seiner Herzchirurgieschule aus.

## Leben
Moll studierte Medizin an der Adam-Mickiewicz-Universität Posen, der Universität Nancy und der Universität Warschau, wo er das Studium 1939 abschloss. Während des Zweiten Weltkriegs arbeitete er als Arzt in einem Krankenhaus in Radom. Nach dem Krieg wechselte er in ein Krankenhaus nach Poznań, wo er die Thoraxchirurgie aufbaute und leitete. In Poznań promovierte er 1946 zum Dr. med., 1957 folgte ebenfalls dort seine Habilitation.
1958 erhielt er einen Ruf an die Medizinische Akademie Łódź, wo er als Direktor der Klinik für Herz-, Thorax- und Gefäßchirurgie bis zu seiner Emeritierung 1983 tätig war. Im Jahr seiner Berufung ging er als Stipendiat für ein Jahr in die USA zu Clarence Lillehei nach Minneapolis, wo er Erfahrungen mit der Operation am offenen Herzen unter Einsatz der Herz-Lungen-Maschine sammelte. Sein dort erworbenes Wissen brachte er mit nach Lodz, wo er in den Folgejahren die innovativen Operationstechniken anwendete und selbständig weiterentwickelte. Unter seiner Leitung gehörten neben der Routine-Herzchirurgie des Klappenersatzes und der Koronaren Herzkrankheit seit 1970 auch die Chirurgie der angeborenen Herzfehler zum Repertoire der Klinik für Herz-, Thorax- und Gefäßchirurgie in Lodz. In den siebziger Jahren führte er die Implantation der aortalen Allografte ein, hauptsächlich bei der Behandlung von Aneurysmen der Aorta ascendes. Jan Moll war zudem Leiter des Teams, das 1969 als erstes in Polen eine Herztransplantation durchführte, die jedoch scheiterte.
Früh erkannte Moll die Notwendigkeit interdisziplinärer Zusammenarbeit und war Vorreiter bei der Etablierung neuer Behandlungsstandards. Mit den Gynäkologen, Anästhesisten und Herzchirurgen baute er frühzeitig ein komplexes Programm auf, in dem Schwangere mit Herzfehlern und/oder mit künstlichen Herzklappen unter ständiger interdisziplinärer Aufsicht standen. Während seiner Amtszeit als Direktor bildete er an der Klinik für Herz-, Thorax- und Gefäßchirurgie in Lodz Klinik- und Abteilungsleiter sowie 12 Habilitanden aus.

## Ehrungen
- Offizier Orden Polonia Restituta
- Komtur Orden Polonia Restituta
- Ehrenmitglied der Polnischen Gesellschaft für Kardiologie (1983)
- Ehrendoktor der Medizinische Akademie Białystok (1984)
- Ehrendoktor der Schlesische Medizinische Universität Katowice (1990)